# York–Durham Heritage Railway
| York–Durham Personenwagen am Bahnhof Uxbridge |                      |                                 |                                 |
| Streckenlänge: | 20 km                |                                 |                                 |
| Spurweite: | 1435 mm (Normalspur) |                                 |                                 |
| |                      |                                 |                                 |
| \| \| \| Uxbridge \| \| \| \| Goodwood († 1960) \| \| \| \| Region Durham / Region York \| \| \| \| Lincolnville \| \| \| \| Stouffville \| \| \| \| GO-Transit-Strecke nach Toronto \| |                      |                                 |                                 |
| Kopfbahnhof Streckenanfang |                      | Uxbridge                        | Uxbridge                        |
| ehemaliger Haltepunkt / Haltestelle |                      | Goodwood († 1960)               | Goodwood († 1960)               |
| Grenze |                      | Region Durham / Region York     | Region Durham / Region York     |
| Bahnhof |                      | Lincolnville                    | Lincolnville                    |
| Bahnhof |                      | Stouffville                     | Stouffville                     |
| Strecke |                      | GO-Transit-Strecke nach Toronto | GO-Transit-Strecke nach Toronto |

Die York–Durham Heritage Railway (YDHR) ist eine normalspurige Museumseisenbahn nördlich von Toronto in den Regionen York und Durham von Ontario.

## Betrieb
Die York-Durham Heritage Railway verkehrt ohne Zwischenhalte auf der Metrolinx-Strecke zwischen dem Bahnhof Uxbridge und der GO-Transit-Station Stouffville. Auf der Strecke von Lincolnville bis Stouffville teilt sie sich die Gleise mit den GO-Transit-Vorortzügen. Die Hin- und Rückfahrt dauert insgesamt etwa 2½ Stunden. Der Betrieb wird ausschließlich von ehrenamtlichen Mitgliedern der York–Durham Heritage Railway Association durchgeführt.
Fahrplanmäßige Züge verkehren an Wochenenden von Juni bis Mitte Oktober. Sie werden von der Alco RS-11 Diesellok #3612 gezogen, die 1956 für die Duluth, Winnipeg & Pacific Railway gebaut worden war. Es gibt historische Personenwagen aus den 1910er und 1920er Jahren sowie Leichtbauwagen von 1954.
Die Eisenbahnwagen werden unter freiem Himmel im Bahnbetriebswerk an der Ecke von Railway Street und King Street West in Uxbridge abgestellt. Es gibt mehrere Lokschuppen und Remisen auf dem Gelände. Das historisch wertvollste Gebäude ist das 1904 errichtete Bahnhofsgebäude von Uxbridge.

## Geschichte

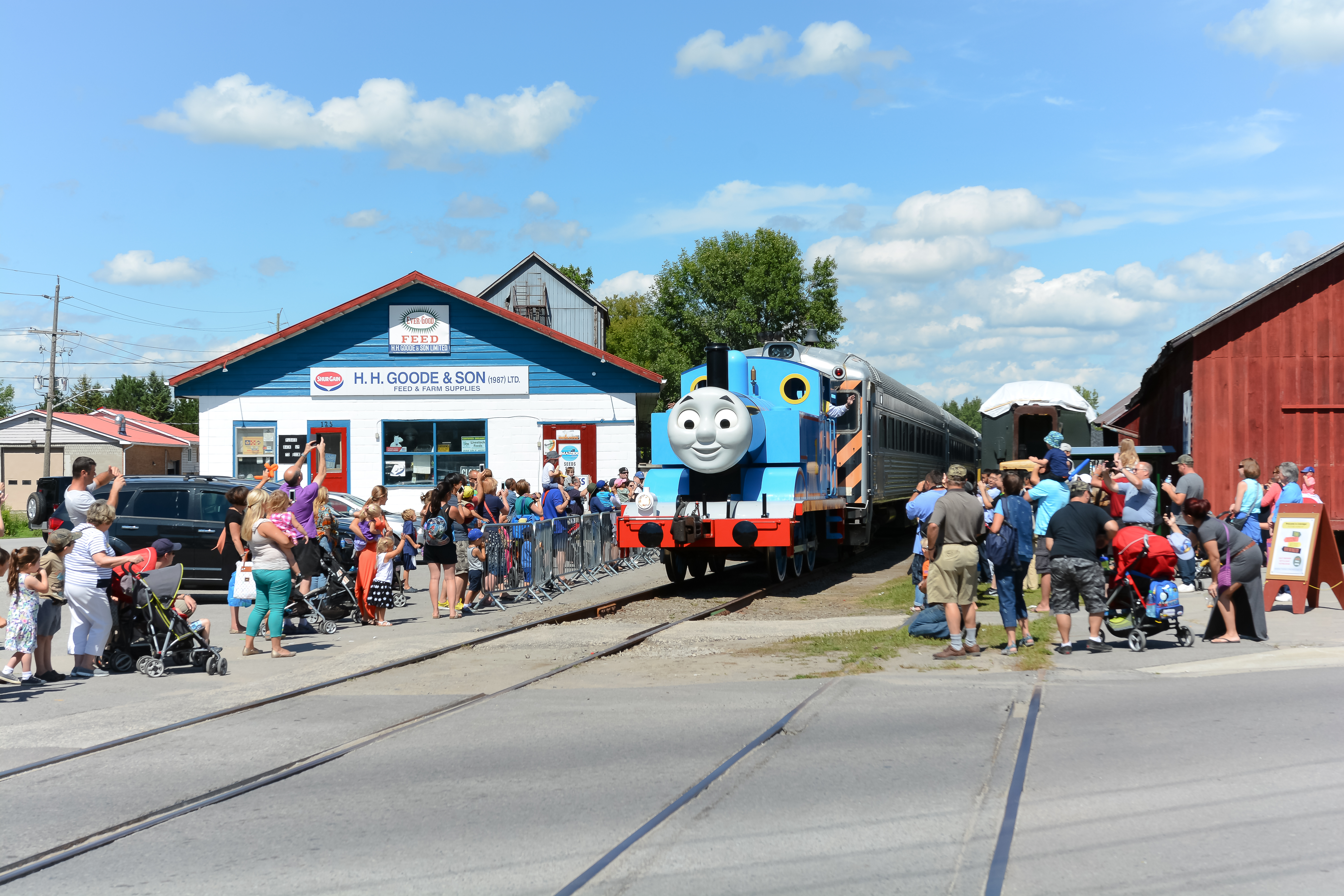
Ein Tag mit Thomas, der kleinen Lokomotive, 2015

Die sogenannte Uxbridge Subdivision wurde 1871 von der Toronto and Nipissing Railway als Schmalspurbahn mit einer Spurweite von 3 Fuß 6 Zoll (1067 mm) erbaut. Die miserablen finanziellen Erträge in den späten 1870er Jahren verstimmten die Anteilseigner, die meinten, dass die Schmalspurbahn für den Frachttransport nicht effektiv genug sei, obwohl die Bahn bessere Zahlen als ihre Nachbarn aufwies. Die Strecke wurde daher 1882, kurz nachdem sie von der Midland Railway erworben worden war, auf Normalspur umgespurt. Nach mehreren Firmenzusammenschlüssen wurde sie 1923 Teil der Canadian National Railway (CN).
In den 1980er Jahren legte CN die Strecke still. Die Gleise nördlich von Uxbridge wurden abgebaut, aber die Strecke südlich davon wurde von GO-Transit (heute Metrolinx) erworben, um sie für einen möglichen Pendlerverkehr von Uxbridge nach Toronto zu erhalten. Bis dieser eingeführt wird, ist die York–Durham Railway der alleinige Betreiber der Strecke nördlich des Bahnhofs Lincolnville.

## Schienenfahrzeuge
- 1951 MLW RS-3 #1310
- 1955 MLW RS-3 #22
- 1956 ALCO RS-11 #3612

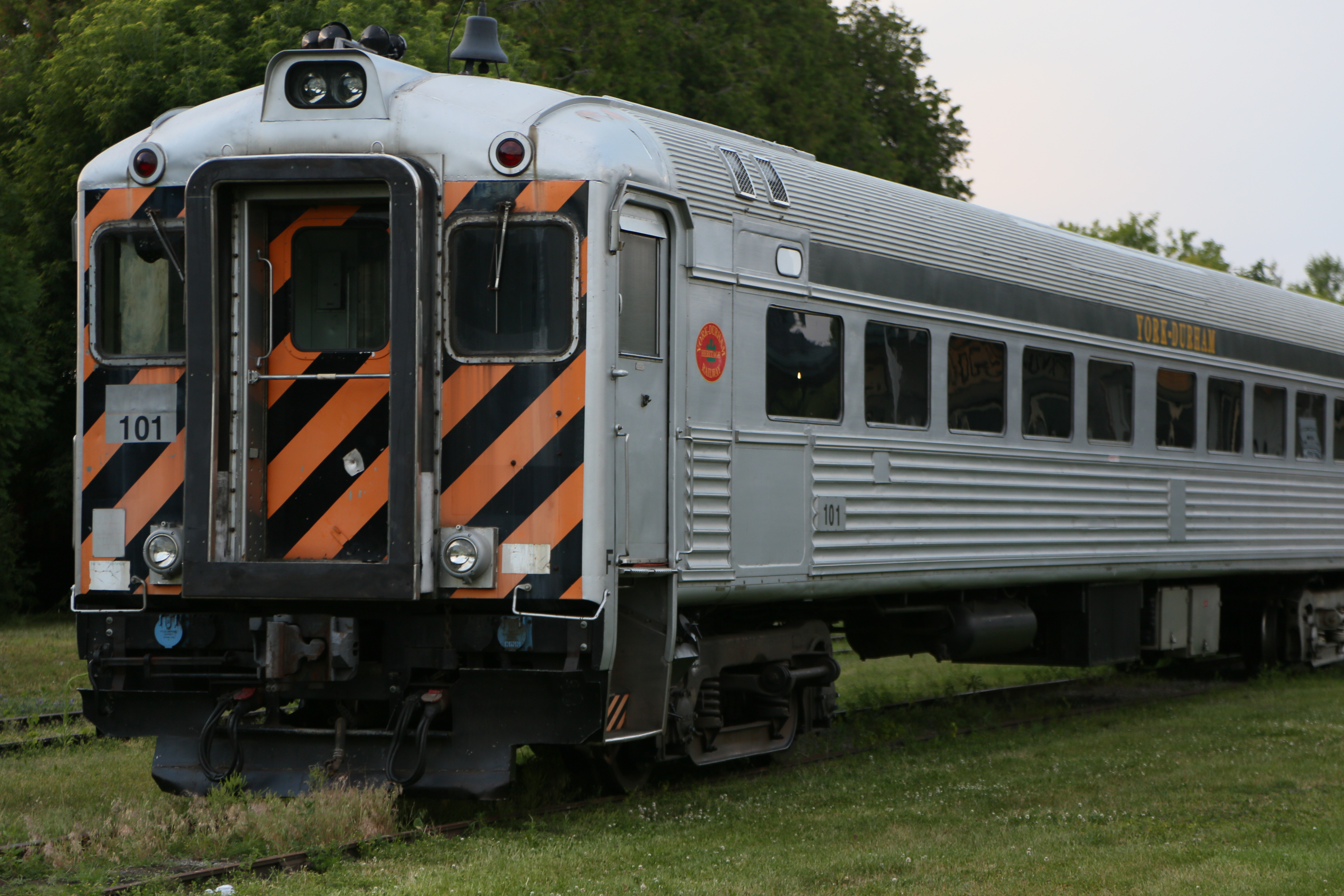
Oldtimer-Personenwagen

- 1919 Pullman Company Colonist-Schlafwagen #4960
- 1957 National Steel Car Gepäckwagen #9636
- 1953 CPR Begleitwagen (Caboose) #434908
- 1950 CCF Flachwagen #662339 – ehemals CNR
- 1930 CCF Solarium/Lounge-Personenwagen #15041 ehemals CNR
- Green Bay and Western Railway Schüttgutwagen (Hopper) #165
- 1919 National Steel Car gedeckter Güterwagen #406308 ex-CNR
- ehemals CNR Day-Coach-Personenwagen #3232 and #3209
- 3 Rottenkraftwagen für die Gleisinspektion